# Conny Perrin
Conny Perrin (ur. 25 grudnia 1990 w Saint-Imier) – szwajcarska tenisistka.

## Kariera tenisowa
W swojej karierze zdobyła trzynaście tytułów singlowych i dwadzieścia osiem deblowych w rozgrywkach ITF.
Najwyżej sklasyfikowana w rankingu singlowym była na 134. miejscu (22 października 2018), natomiast w zestawieniu deblowym na 105. pozycji (15 kwietnia 2024).
W lutym 2016 roku zadebiutowała w głównym cyklu WTA w Rio de Janeiro, gdzie dotarła wraz z Tarą Moore do finału turnieju deblowego.

## Życie prywatne
W 2017 roku była zaręczona z brytyjską tenisistką Tarą Moore.

## Finały turniejów WTA
| Legenda                     | Legenda |
| --------------------------- | ------- |
| Wielki Szlem                |         |
| Igrzyska olimpijskie        |         |
| WTA Tour Championships      |         |
| 2009 – 2020                 |         |
| WTA Premier Mandatory       |         |
| WTA Premier 5               |         |
| WTA Premier                 |         |
| WTA International Series    |         |
| WTA 125K series (2012–2020) |         |

### Gra podwójna 1 (0–1)
| Końcowy wynik | Nr | Data           | Turniej        | Nawierzchnia | Partnerka  | Przeciwniczki                       | Wynik finału |
| ------------- | -- | -------------- | -------------- | ------------ | ---------- | ----------------------------------- | ------------ |
| Finalistka    | 1. | 20 lutego 2016 | Rio de Janeiro | Ceglana      | Tara Moore | Verónica Cepede Royg María Irigoyen | 1:6, 6:7(5)  |

## Wygrane turnieje rangi ITF
| turnieje z pulą nagród 100 000 $ |
| turnieje z pulą nagród 75 000 $  |
| turnieje z pulą nagród 50 000 $  |
| turnieje z pulą nagród 25 000 $  |
| turnieje z pulą nagród 15 000 $  |
| turnieje z pulą nagród 10 000 $  |

### Gra pojedyncza
|     | Data       | Turniej   | Kat. | ($)    | Naw.    | Finalistka             | Wynik             |
| 1.  | 25/08/2008 | Bukareszt | ITF  | 10 000 | ceglana | Diana Enache           | 6:3, 6:2          |
| 2.  | 01/12/2008 | Vinaròs   | ITF  | 10 000 | ceglana | Elica Kostowa          | 6:4, 6:2          |
| 3.  | 30/08/2010 | Osijek    | ITF  | 10 000 | ceglana | Réka Luca Jani         | 7:6(10), 4:6, 6:1 |
| 4.  | 22/11/2010 | Barueri   | ITF  | 10 000 | twarda  | Alexandra Cadanțu      | 5:0 krecz         |
| 5.  | 02/04/2012 | Algier    | ITF  | 10 000 | ceglana | Yvonne Neuwirth        | 6:3, 6:0          |
| 6.  | 07/04/2014 | Dakar     | ITF  | 15 000 | twarda  | Chanel Simmonds        | 6:0, 7:5          |
| 7.  | 05/05/2014 | Båstad    | ITF  | 10 000 | ceglana | Maria Sakari           | 7:5, 6:1          |
| 8.  | 25/08/2014 | Bagnatica | ITF  | 15 000 | ceglana | Anastasia Grymalska    | 6:3, 7:5          |
| 9.  | 22/09/2014 | Algier    | ITF  | 15 000 | ceglana | Shérazad Reix          | 6:1, 6:1          |
| 10. | 14/12/2015 | Lagos     | ITF  | 25 000 | twarda  | Tadeja Majerič         | 3:6, 6:4, 7:6(6)  |
| 11. | 23/10/2016 | Lagos     | ITF  | 25 000 | twarda  | Tadeja Majerič         | 6:3, 6:3          |
| 12. | 22/10/2017 | Lagos     | ITF  | 25 000 | twarda  | Deniz Khazaniuk        | 7:6(11), 6:3      |
| 13. | 13/12/2020 | Madryt    | ITF  | 15 000 | ceglana | Jéssica Bouzas Maneiro | 6:4, 7:6(8)       |